# Wapen van Oudorp

Wapen van de voormalige gemeente Oudorp

Het wapen van Oudorp werd op 15 juli 1818 bevestigd door de Hoge Raad van Adel voor de gemeente Oudorp. De gemeente was een jaar eerder ontstaan uit de gemeente Langedijk. Het wapen bleef tot 1972 in gebruik; in dat jaar ging Oudorp op in de gemeente Alkmaar. De uitgebreide gemeente Alkmaar behield haar oude wapen.

## Blazoenering
De blazoenering van het wapen luidde als volgt:
Van zilver, beladen met 3 rozen in hunne natuurlijke kleuren, staande 2 en 1
Het wapen is geheel van zilver met daarin drie rozen. Meestal worden de rozen afgebeeld als rode rozen met groene bladeren. Op het wapen staan er twee boven en een onder.

## Geschiedenis
Waar het wapen vandaan komt is onbekend. In de 18e eeuw werd het wel al genoemd in het manuscript Schoemaker. Bij een zwart-witversie van het wapen heeft Sierksma geconstateerd dat de natuurlijke kleur van de rozen purper zou zijn.
Abbekerk
· Akersloot
· Andijk
· Ankeveen
· Anna Paulowna
· Assendelft
· Avenhorn
· Barsingerhorn
· Beemster
· Beets
· Bennebroek
· Berkenrode
· Berkhout
· Bijlmermeer
· Blokker
· Bovenkarspel
· Broek in Waterland
· Broek op Langedijk
· Buiksloot
· Bussum
· Callantsoog
· De Rijp
· Egmond
· Egmond aan Zee
· Egmond-Binnen
· Graft
·  Graft-De Rijp
· 's-Graveland
· Groet
· Grootebroek
· Grosthuizen
· Haarlemmerliede
· Haarlemmerliede en Spaarnwoude
· Harenkarspel
· Heerhugowaard
· Hensbroek
· Hoogkarspel
· Hoogwoud
· Ilpendam
· Jisp
· Kalslagen
· Katwoude
· Koedijk
· Koog aan de Zaan
· Kortenhoef
· Krommenie
· Kwadijk
· Langedijk
· Leimuiden
· Limmen
· Marken
· Middelie
· Midwoud
· Monnickendam
· Muiden
· Naarden
· Nederhorst den Berg
· Nibbixwoud
· Niedorp
· Nieuwe Niedorp
· Nieuwendam
· Nieuwer-Amstel
· Noord-Scharwoude
· Noorder-Koggenland
· Obdam
· Oosthuizen
· Opperdoes
· Oterleek
· Oude Niedorp
· Oudendijk
· Oudkarspel
· Oudorp
· Petten
· Ransdorp
· Schardam
· Scharwoude
· Schellingwoude
· Schellinkhout
· Schermer
· Schermerhorn
· Schoorl
· Schoten
· Sijbekarspel
· Sint Maarten
· Sint Pancras
· Sloten
· Spaarndam
· Spaarnwoude
· Spanbroek
· Twisk
· Urk
· Ursem
· Veenhuizen
· Venhuizen
· Warder
· Warmenhuizen
· Waverveen
· Weesp
· Weesperkarspel
· Wervershoof
· Wester-Koggenland
· Westwoud
· Westzaan
· Wieringen
· Wieringermeer
· Wieringerwaard
· Wijdenes
. Wijdewormer
. Wijk aan Zee en Duin
· Wimmenum
· Winkel
· Wognum
· Wormer
· Wormerveer
· Zaandam
· Zaandijk
· Zeevang
· Zijpe
· Zuid-Scharwoude
· Zuid- en Noord-Schermer
· Zwaag

Dorpswapens:
Hauwert
· Volendam
· Zwaagdijk-West